# Movimento pela Extinção Humana Voluntária
O Movimento pela Extinção Humana Voluntária (em inglês: Voluntary Human Extinction Movement), também conhecido pela sigla VHEMT, é um movimento ecológico cujo objetivo é renunciar à reprodução humana de maneira a causar sua extinção de modo voluntário e gradual. Ele apoia a extinção humana, principalmente porque, na opinião do movimento, seria ela um mecanismo viável para evitar a degradação ambiental do planeta. Os danos causados pela superpopulação humana são frequentemente citados por seus apoiantes como argumentos capazes de validar tal tomada de decisão, assim como as extinções de muitas espécies não humanas as quais têm sofrido com a interferência do homem no meio ambiente.
O VHEMT foi fundado em 1991 por Les U. Knight, um ativista estadunidense que, ao ter se envolvido com os principais movimentos ambientalistas da década de 1970, concluiu, posteriormente, que a extinção humana seria a melhor solução para os vários problemas enfrentados pela biosfera da Terra e pela própria humanidade. Atualmente, Knight publica o boletim informativo do movimento e atua como seu principal porta-voz. Embora o movimento seja divulgado por um site e tenha representação em alguns eventos ambientais ao redor do mundo, ele depende fortemente da influência advinda das mídias independentes para apregoar a sua mensagem. Enquanto há comentaristas que veem a plataforma do grupo como defensora de uma atitude extremada, outros têm aplaudido tal opção. Em resposta ao VHEMT, há críticos que têm defendido a tese mediante a qual os seres humanos são capazes tanto de desenvolver estilos de vida sustentáveis, quanto buscar meios de reduzir seus índices de natalidade. Outros, ainda, defendem que, qualquer que seja o mérito da iniciativa, o próprio instinto inerente à reprodução da raça humana evitaria a extinção voluntária da humanidade a qualquer custo.

## História

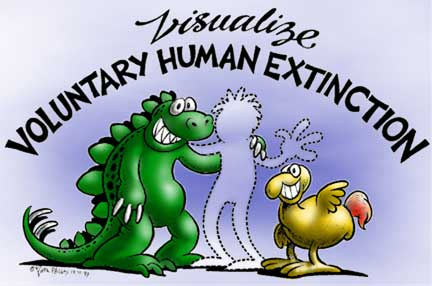
Cartum do movimento feito por Nina Paley.

O Movimento de Extinção Humana Voluntária foi fundado por Les U. Knight, um professor substituto do ensino médio e residente em Portland, Oregon. Por volta de 1970, aos vinte e poucos anos de idade, após retornar da guerra do Vietnã, na qual serviu como soldado, e após terminar a universidade, interessou-se por um movimento ambientalista, cujo primeiro aniversário incidia em 22 de abril, data em que se comemora o Dia da Terra. Isso provocou uma série de mudanças em sua perspectivava pessoal, inclusive motivando-o a inserir a sigla "U" em seu nome, visto que a pronúncia passou a se assemelhar com a expressão "Let’s Unite" (vamos-nos unir). Aos 25 anos, optou por fazer uma vasectomia e também tornou-se anarquista, vindo a atribuir a maioria dos problemas enfrentados pelo planeta à superpopulação humana. Depois disso, filiou-se à ONG Zero Population Growth, muito embora tenha vindo a discordar dos ideais por ela propostos, visto que o ativista não considerava como uma solução definitiva a necessidade de haver um controle sobre a natalidade. De sua perspectiva, apenas a extinção da humanidade seria a melhor solução para os problemas ambientais enfrentados pelo planeta Terra.
Knight ainda defende a ideia de que a extinção da humanidade também tem sido sustentada por outras pessoas. O ativista afirmou que o movimento também foi criado para ser "uma experiência muito libertadora" para aqueles que não desejam ter filhos. No entanto, declarou que há mal-entendidos que devem ser esclarecidos, tais como, por exemplo, defender o decréscimo da população sob a forma da redução progressiva, ao invés da morte iminente, como muitos imaginam.
"Observei os problemas do mundo e os associei para a fonte primária: homo sapiens. Não importa o quanto conservemos, reciclemos e comamos na cadeia alimentar, temos um impacto enorme e prejudicial na natureza."
— Les Knight.
Em 1991, Knight começou a publicar o boletim informativo do VHEMT, conhecido como These Exit Times (Estes Tempos de Saída). Nele, o ativista pede aos leitores para promover a extinção humana, não procriando, e também incentiva quem já tem filhos a juntar-se ao movimento, o que, em suas palavras, tem surtido efeito. O VHEMT também publicou alguns cartuns, incluindo uma história em quadrinhos chamada "Bonobo Baby", a qual caracteriza uma mulher que renuncia à fertilidade em favor da adoção de um bonobo, uma espécie de macaco em perigo que compartilha 98,7% do genes humanos. Em 1996, Knight criou um website para o movimento, o qual estava disponível em 11 idiomas até 2010. Embora o boletim continue ativo, o ativista confessou que não chega a tantas pessoas como o website, com cerca de seis mil visitas diárias e traduzido em 33 línguas (uma delas é o português). O logotipo do VHEMT caracteriza a letra "V" (voluntária) e o planeta Terra representado com o hemisfério norte voltado para baixo.  Apesar de dar aulas, seus alunos não sabem quem ele é, pois mantém as duas coisas completamente separadas.

## Organização e promoção
VHEMT funciona mais como uma rede informal do que uma organização formalizada, além de que não registra o nome de seus membros. Em 1995, Daniel Metz, pesquisador da Universidade Willamette, afirmou que a página de discussão online do grupo tinha um pouco menos de quatrocentos assinantes e até conseguiu localizá-los; seis anos mais tarde, a Fox News publicou que o número caiu para apenas duzentos e trinta registrados. Knight diz que qualquer um que concorde com a sua ideologia é um membro do movimento; e que isso inclui "milhões de pessoas". Em uma publicação, um membro escreveu que esse "sacrifício" [renunciar à reprodução humana] poderia ser considerado o maior ato moral que a humanidade poderia realizar".

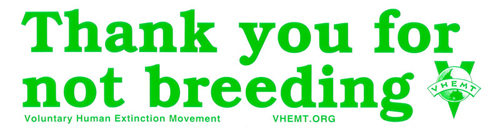
"Obrigado por não se reproduzir", frase de efeito do VHEMT distribuída como adesivos para pára-choques.

Knight serve como porta-voz do grupo, e participa de conferências e eventos ambientais, nos quais divulga informações sobre o crescimento populacional. No entanto, majoritariamente, a mensagem do grupo tem se espalhado através da cobertura dos meios de comunicação, em  vez dos eventos apresentados pelo ativista ou de seu boletim informativo. O VHEMT vende botões e camisetas, assim como adesivos que expressam a frase de efeito "Obrigado por não reproduzir". Logo após a publicação do Fundo de População das Nações Unidas de que a população humana na Terra chegara a sete bilhões em 31 de outubro de 2011, Knight mostrou preocupação durante entrevista ao G1, na qual declarou: "Somos uma ameaça à vida na Terra. Já passamos da capacidade de manter uma vida sustentável no mundo há muito tempo. Cada pessoa nova é um fardo para o planeta. Não há motivo para celebrar a chegada a sete bilhões de pessoas".
Knight já participou de diversos fóruns ambientais para promover a causa. Em novembro de 2017, ele foi convidado para ser orador na quarta edição do Fórum do Futuro, evento organizado pela Câmara Municipal do Porto, no qual, ao lado da companhia de teatro Mala Voadora, apresentou as visões do movimento.

## Ideologia
Knight argumenta que a população humana é muito maior do que a Terra é capaz de suportar, e que a melhor coisa que os seres humanos podem fazer à biosfera é parar de reproduzir-se. Ele diz que o ser humano é útil apenas para si próprio e que sua existência não beneficia qualquer ambiente, sendo "incompatível com a biosfera", e que sua existência está causando danos ambientais, os quais acabarão provocando a sua própria extinção (assim como a de outros organismos). Segundo o ativista, a grande maioria das sociedades não viveram estilos de vida sustentáveis, e as tentativas de fazê-lo não mudam o fato de que a existência da humanidade teve um efeito destrutivo sobre a Terra e seus variados organismos não humanos. O grupo argumenta que a extinção do homem evitará o sofrimento deste e a extinção de outras espécies; e Knight ressalta que muitas espécies são ameaçadas pelo crescimento populacional, e que se a humanidade não se aniquilar voluntariamente, enfrentará a "extinção involuntária", seja por catástrofe ecológica ou guerra/holocausto nuclear.

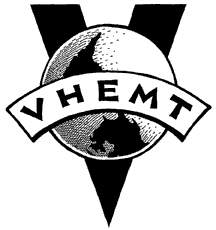
A letra V significa "Voluntário" - um valor para se manter em primeiro lugar entre os seres humanos à medida que as condições do planeta mudam. O formato V também representa a confluência da lógica e do amor para fazer um ponto receptivo e equilibrado. A visão da Terra girada a 180 graus remete uma mensagem de que a direção em que a humanidade está tomando deve mudar radicalmente para que se possa preservar a vida e restaurar os ecossistemas. Além de fazer uma alusão à angústia.

Em sua publicação à revista Psychoanalysis, Culture & Society, o psicólogo James Ormrod observou que a "crença mais fundamental" do VHEMT é a de que "os seres humanos devem parar de se reproduzir", mas, na verdade, algumas das pessoas que se consideram membros do movimento não apoiam a ideia da extinção humana. Knight, no entanto, acredita que, mesmo que os seres humanos tornem-se mais sustentáveis, eles ainda podem voltar aos estilos de vida prejudiciais ao meio ambiente e, portanto, devem definitivamente autoeliminar-se. Para ele, a responsabilidade por esta mudança de hábitos recai principalmente sobre aqueles que vivem em países desenvolvidos, visto que são eles que consomem a maioria dos recursos industriais e naturais.
Knight acredita que os seres não humanos são mais valiosos do que os humanos e suas realizações, como arte: "As peças de Shakespeare e a obra de Einstein não 'chegam nem aos pés' de um tigre". Ele argumenta que as espécies do topo da cadeia alimentar são menos importantes do que as que estão na base. Sua ideologia é, em parte, influenciada pela ecologia profunda, e às vezes ele se refere à Terra como Gaia. O potencial e a chance para a evolução de outros organismos também são considerados por ele como um benefício.
O ativista considera que a renúncia à reprodução é uma escolha altruísta — uma maneira de evitar o sofrimento humano involuntário — e cita crianças que morrem de causas evitáveis como exemplo de sofrimento humano desnecessário, listando o fim do aborto, da guerra e da fome como os benefícios que isso causaria. Ele afirma que a não reprodução acabaria por permitir que os seres humanos levassem estilos de vida em um ambiente semelhante ao Jardim do Éden, e sustenta a ideia de que os últimos humanos restantes ficariam orgulhosos dessa realização. Falou também que "a procriação atualmente é de fato abuso de crianças", e que o padrão da vida humana vai piorar se os recursos forem consumidos por uma população crescente em vez de gastá-los para a resolução de problemas existentes. Ainda especula que se as pessoas deixassem de se reproduzir elas usariam "suas energias" para outras atividades, e recomenda a adoção e o acolhimento de menores como soluções para quem deseja ter filhos. Na opinião do ativista, a natalidade vai se reduzir futuramente, em parte devido ao aumento da liberdade reprodutiva, mas também devido ao "maior acesso a informação".
VHEMT desaprova os programas de controle populacional criados pelos governos em favor da redução voluntária da população, apoiando apenas o uso do controle de natalidade e o desejo de prevenir a gravidez. Knight afirma que as táticas coercivas não são suficientes para diminuir permanentemente a humanidade, citando o fato de que esta tem sobrevivido a guerras catastróficas, fome e vírus. Embora o título do boletim informativo do movimento mencione o manual do suicídio Final Exit, a ideia de suicídio coletivo é rejeitada, e eles adotaram o lema "Que possamos viver muito e morrer". Em uma pesquisa realizada em 1995 com os membros do VHEMT, descobriu-se que a maioria deles sentia uma forte obrigação moral de proteger o planeta, desconfiar da capacidade dos políticos em prevenir danos ambientais e estava disposta a renunciar a alguns dos seus direitos em benefício da causa. Os integrantes do grupo que acreditavam absolutamente que "a civilização está indo direto para o seu colapso" estariam mais propensos a aderir a pontos de vista mais radicais, como o suicídio coletivo. No entanto, VHEMT não assume quaisquer posições abertas sobre questões políticas.
VHEMT promove uma ideologia mais extrema da do Population Action International, um grupo que defende que a população humana deve ser reduzida para proteger o planeta, mas não desaparecer. No entanto, para alguns, a posição do VHEMT é mais moderada e séria que a da Igreja da Eutanásia, a qual defende a redução da população através do suicídio e canibalismo. O estudo de 1995 descobriu que 36% dos membros do VHEMT também se consideravam membros da organização Earth First! ou doaram para ela nos cinco anos anteriores.
Entre intelectuais, personalidades e figuras públicas que tiveram ideias semelhante às do movimento, podem-se destacar: Sófocles, Arthur Schopenhauer, Mark Twain, Emil Cioran, Philipp Mainländer, Gustave Flaubert, Giacomo Leopardi, Philip Larkin, Slavoj Žižek, David Attenborough, Paul R. Ehrlich, David Benatar, Serge Latouche e Corinne Maier.

## Recepção
Knight declara que a ideologia do movimento vai contra o natalismo próprio da sociedade contemporânea, e acredita que foi esta decisão o motivo pelo qual impediu que muitas pessoas apoiem, ou mesmo discutam, o controle populacional. Ele admite que o grupo provavelmente não terá sucesso, mas afirma que tentar reduzir a população do planeta é a única opção moral.
As reações em relação às propostas do movimento têm sido divergentes entre críticos, acadêmicos e meios de comunicação. Escrevendo para o San Francisco Chronicle, Gregory Dicum afirmou que existe uma "lógica inegável" nos argumentos do VHEMT, mas duvida que as ideias do ativista possam ter sucesso, argumentando que muitas pessoas desejam ter filhos e não podem ser dissuadidas. Stephen Jarvis declarou seu ceticismo para o The Independent, observando que VHEMT enfrenta grande dificuldade devido ao impulso reprodutivo do ser humano. No site do The Guardian, Guy Dammann elogiou o objetivo do movimento como "louvável de muitas maneiras", mas alegou que é absurdo acreditar que as pessoas buscarão voluntariamente a extinção. A autora Abby O'Reilly escreveu que, desde que os filhos são frequentemente vistos como um caminho para o sucesso, o objetivo do grupo é difícil de se alcançar. Em resposta a esses argumentos, Knight replicou que, embora o desejo sexual seja natural, o desejo de ter filhos é produto da enculturação, e que tal desejo pode ser dirigido para outras áreas: talvez a jardinagem, cuidar de pessoas idosas ou adotar um animal de estimação.
A Arquidiocese de Nova Iorque criticou a plataforma de Knight, argumentando que a existência da humanidade é de ordem divina. Ormrod afirmou que o ativista "sem dúvida, abandona a ecologia profunda em favor de uma misantropia pura e simples". Ele observou que a afirmação de Knight de que "os últimos seres humanos, em caso de extinção, teriam uma abundância de recursos" promove sua causa com base em "benefícios para os seres humanos", e vê esse tipo de argumento como contraintuitivo, criticando-o por ter desenvolvido uma ideologia incoerente e ambígua. The Economist chamou de "sem sentido malthusiana" a afirmação de Knight de que a extinção humana voluntária é aconselhável por causa dos recursos limitados. O artigo afirmou ainda que a compaixão pelo planeta não é necessariamente a busca pela extinção do homem. O sociólogo Frank Furedi também considerou que VHEMT é um grupo malthusiano, classificando-o como um tipo de organização ambiental que "[pensa] o pior sobre a espécie humana". Escrevendo para a revista Spiked, Josie Appleton alegou que o grupo é indiferente em relação à humanidade, ao invés de ser "anti-humano".
Brian Bethune escreveu para a Maclean's que a lógica do ativista é "tão absurda quanto inatacável". Ele contesta a afirmação de Knight de que os últimos sobreviventes teriam vidas agradáveis e duvida que uma perda coletiva daria vontade para os sobreviventes de viver. Em resposta à plataforma do ativista, o jornalista Sheldon Richman argumentou que os humanos são "agentes ativos" e podem mudar seu comportamento, completando que as pessoas são capazes de resolver os problemas enfrentados pela Terra. Alan Weisman, autor do livro O Mundo Sem Nós, sugeriu o limite de uma criança por família como uma alternativa preferível à abstinência da reprodução.

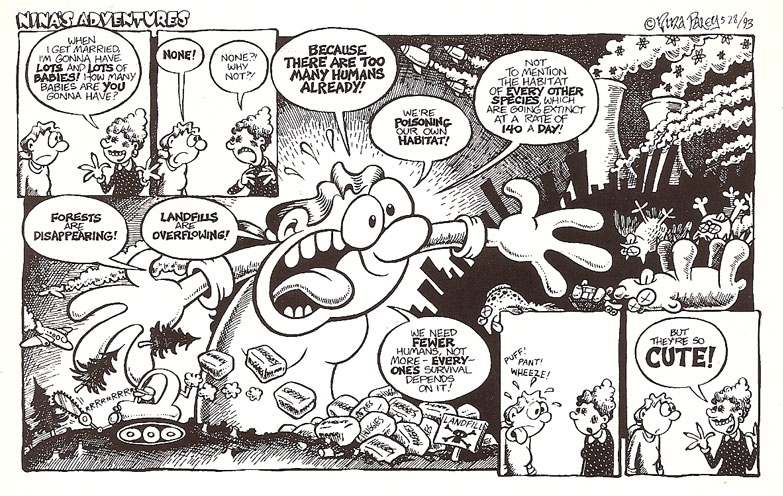
História em quadrinhos fazendo uma crítica à alta taxa de natalidade publicada no site do VHEMT.

Katharine Mieszkowski, do Salon.com, recomenda que pessoas sem filhos usem os argumentos do VHEMT quando forem questionadas sobre sua falta deles. Escrevendo para o Journal for Critical Animal Studies, Carmen Dell'Aversano observou que o movimento procura tirar a imagem de que as crianças são o símbolo perpétuo do progresso humano. Ela analisou o movimento como uma forma de "política de oposição estranha" porque ele descarta a reprodução perpétua como uma forma de motivação para a continuidade da raça, e declarou que o movimento procura chegar a uma nova definição de "ordem civil", como Lee Edelman esperava da teoria queer. Dell'Aversano acredita que o grupo tem a mesma preocupação de Edelman, já que promove a pulsão de morte em vez de ideias que se concentram em resolver a superpopulação.
Apesar de o movimento ter aparecido em um livro intitulado Kooks: A Guide to the Outer Limits of Human Belief (na tradução literal: Louco: Um Guia dos Limites Extremos da Crença Humana), ou apenas Kooks, e no site "Kooks Museum", o ativista afirmou que não se incomoda: "Não me importo em ser considerado um louco; alguém tem que fazer isso. Esta é a progressão natural das ideias. Primeiro, temos de ser ridicularizados." O jornalista Oliver Burkeman, do The Guardian, observou que, em uma conversa telefônica, Knight parece "bastante são e auto-depreciativo". Weisman descreveu o ativista como "pensativo, suave, articulado e bastante sério". Os filósofos Steven Best e Douglas Kellner veem a posição de VHEMT como extremas, mas observam que o movimento se formou em resposta a posições extremas encontradas no "humanismo moderno".

## Apoiadores
O biólogo Paul Ralph Ehrlich, da Universidade Stanford, é defensor do movimento e da Population Matters. No dia 5 de novembro de 2009, ele recebeu o prestigiado Prêmio Ramon Margalef de Ecologia apresentado pelo Governo da Catalunha. Durante seu discurso, afirmou "Há pessoas a mais no planeta e quem tem mais de duas crianças deve ser visto como um perigo". Naomi Thompson, analista da Wells Fargo, também mostrou apoio ao movimento, declarando que a gravidez é irresponsável, e que não se trata de querer matar pessoas, "mas é egoísta ter um filho neste momento, quando tantos não estão recebendo o amor e atenção que merecem". Juntamente com a esposa, Michael Brune, diretor executivo da organização Sierra Club, aderiu ao movimento.

## Leituras adicionais
- Adams, Guy (19 de abril de 2007), «How to save the planet: According to some eco-extremists, the only way to really make a difference is to stop breeding and let the human race die out.», The Independent (em inglês)
- Hymas, Lisa (19 de julho de 2010), «Want to join the Voluntary Human Extinction Movement?», Grist (em inglês)
- Anti-People Group Pushes for Man's Extinction (em inglês), Fox News, 29 de julho de 2001, consultado em 18 de setembro de 2016, cópia arquivada em 17 de maio de 2013